# ریتل
ریتل (به انگلیسی: Writtle) یک روستا و محله مدنی در بریتانیا است که در چلمزفورد واقع شده‌است. ریتل ۵٬۳۸۳ نفر جمعیت دارد.